# Eichenbarleben
Eichenbarleben is een plaats en voormalige gemeente in de Duitse deelstaat Saksen-Anhalt, en maakt deel uit van de Landkreis Börde.
Eichenbarleben telt 1.183 inwoners.